# Lars Franzén
Lars Christer Sigvard Franzén, född 9 mars 1947 i Norrköpings Hedvigs församling i Östergötlands län, är en svensk militär.

## Biografi
Franzén tog marinofficersexamen vid Sjökrigsskolan 1969 och utnämndes samma år till fänrik vid Vaxholms kustartilleriregemente, varefter han befordrades till löjtnant 1971, kapten 1972 och major 1980. År 1984 inträdde han i Fortifikationskåren och var chef för Plansektionen vid Stockholms kustartilleriförsvar 1984–1986. Han befordrades till överstelöjtnant i Fortifikationskåren 1986 och var lärare vid Militärhögskolan 1986–1989. År 1994 befordrades han till överste i kustartilleriet och var chef för Fort-O vid Ostkustens marinkommando (MKO) 1994–1998, varpå han var chef för Marinledningen vid MKO 1998–1999 och chef för Enheten för mark, anläggningar och lokaler vid MKO 1999–2000. Åren 2001–2002 var han chef för Anläggnings- och fastighetskontor Stockholm/Gotland.